# Microsorum membranaceum
Microsorum membranaceum är en stensöteväxtart som först beskrevs av David Don, och fick sitt nu gällande namn av Ren-Chang Ching. Microsorum membranaceum ingår i släktet Microsorum och familjen Polypodiaceae. Inga underarter finns listade.